# Przepiórowate
Przepiórowate, przepióry (Odontophoridae) – rodzina ptaków z rzędu grzebiących (Galliformes).

## Występowanie
Rodzina przepiórowatych obejmuje gatunki lądowe, występujące w strefie klimatów równikowych i zwrotnikowych oraz na półkuli północnej w strefie klimatu podzwrotnikowego i umiarkowanego. Występują w Ameryce – od południowej Kanady na północy po północną Argentynę na południu; od początku XXI w. do rodziny tej zalicza się też nowo zdefiniowaną podrodzinę kuraczków z dwoma gatunkami zamieszkującymi Afrykę, uprzednio zaliczanymi do kurowatych (Phasianidae). Niektóre gatunki introdukowane w wielu miejscach na świecie, m.in.: w zachodniej i południowej Europie, na Karaibach, w Chile i Argentynie, w Australii i Nowej Zelandii. Prawdopodobnie w wyniku celowej introdukcji lub przypadkowego przedostania się, niektóre gatunki przyjęły się w Maroku i we Włoszech.

## Systematyka
Do rodziny przepiórowatych należą następujące podrodziny:
- Ptilopachinae – kuraczki
- Odontophorinae – przepióry